# Ричардс, Дадли
Дадли Шоу Ричардс (англ. Dudley Shaw Richards ; 4 февраля 1932 года, США — 15 февраля 1961 года, Брюссель, Бельгия) — американский фигурист, выступавший в одиночном и парном катании. Он чемпион США и вице-чемпион Северной Америки в 1961 году в паре с Мэрибелой Оуэн. В одиночном катании он бронзовый медалист чемпионата США в 1953 года и чемпион первенства США 1951 года.

## Биография
Дадли Ричардс родился в феврале 1932 года. Фигурным катанием он начал заниматься с восьми лет. В 1946 году он попал в автокатастрофу и более года лечил ногу и увлёкся плаванием и теннисом. В этих видах спорта он также достиг определённых успехов. Однако фигурное катание осталось главной любовью Дадли и им он продолжил заниматься. Принялся совершенствовать мастерство и выиграл золото среди юниоров США в 1951 году.
В этом же году он дебютировал на чемпионате мира в Милане, где замкнул пятёрку. В это же время он пробовал себя и в парном катание. Его первой партнёршей стала будущая олимпийская чеммионка Тенли Олбрайт.
Удалось найти подтверждение лишь одному выступлению Ричардса в чемпионате США среди одиночников. Однако учитывая, что он трижды выступал на мировых чемпионатах есть догадки, что он неоднократно принимал участие в национальном чемпионате. Ведь сборная США на мировое первенство формирует состав исключительно по результатам национального чемпионата.
В середине пятидесятых годов Ричардс вновь был вынужден приостоновить выступления в фигурном катание. Он заканчивал учёбу в Гарвардском университете, получив диплом он вернулся к любимому занятию. В то время в США был сильнейнейший состав среди фигуристов-одиночников и пропуск двух сезонов не добавил вистов в карьеру фигуриста.
С 1957 года он решил больше внимания уделять парному катанию и встал в пару с Мэрибелой Оуэн, тренировать их стала её мама. В 1959 году пара дебютировала на чемпионате мира в Колорадо-Спрингс. Они очень хотели выступать на домашних зимних Олимпийских играх и сумели отобраться в сборную США среди фигуристов-парников. Через неделю они также выступали на чемпионате мира в Ванкувере.
В следующий сезон пара стала ведущей в своей стране, выиграли чемпионат США и стали вице-чемпионами Северной Америки. Свой выбор Ричардс сделал и в личной жизни; Мэрибел стала его невестой.

## Гибель
В конце февраля в Праге должен был состояться чемпионат мира по фигурному катанию. Мэрибел Оуэн в составе сборной на самолёте добиралась в Чехословакию и при промежуточной посадке в Брюсселе произошла катастрофа лайнера. Все пассажиры и экипаж погибли.

## Спортивные достижения

### Парное катание
(с М. Оуэн)
| Соревнования/Сезон          | 1957—1958 | 1958—1959 | 1959—1960 | 1960—1961 |
| --------------------------- | --------- | --------- | --------- | --------- |
| Зимние Олимпийские игры     |           |           | 10        |           |
| Чемпионаты мира             |           | 6         | 10        |           |
| Чемпионаты Северной Америки |           |           |           | 2         |
| Чемпионаты США              | 3         | 3         | 2         | 1         |

### Одиночное катание
| Соревнования/Сезон                           | 1950—1951 | 1951—1952 | 1953—1953 |
| -------------------------------------------- | --------- | --------- | --------- |
| Чемпионаты мира                              | 5         | 5         | 6         |
| Чемпионаты США                               |           |           | 3         |
| Первенство США по фигурному катанию (юниоры) | 1         |           |           |

## Память
28 января 2011 года Дадли Ричардс был введен в Зал Славы Фигурного Катания США.